# إيفان مارتين
إيفان مارتين (بالإسبانية: Iván Martín)‏ هو لاعب كرة قدم إسباني، ولد في 4 مارس 1995 في Villaverde del Río ‏ في إسبانيا. لعب مع ريال بيتيس بي.

## وصلات خارجية
- إيفان مارتين على موقع قاعدة بيانات كرة القدم.إي يو (الإنجليزية)
- إيفان مارتين على موقع Soccerway.com (الإنجليزية)
- إيفان مارتين على موقع AS.com (الإسبانية)